# MIHO MUSEUM
MIHO MUSEUM(일본어: ミホ ミュージアム 미호 뮤지아무[*])은 일본 시가현 고카시에 있는 미술관이다.

## 같이 보기
- MOA 미술관